# 2300 Stebbins
2300 Stebbins este un asteroid din centura principală, descoperit pe 10 octombrie 1953, de Goethe Link Obs..